# Danielle Steel
Danielle Steel (New York, 14 augustus 1947) is een Amerikaanse schrijfster van romantische boeken, veelal gelezen door vrouwen. Steel heeft meer dan 120 romans geschreven (per 2019), waarvan verschillende verfilmd zijn. Er zijn al meer dan 800 miljoen exemplaren van haar romans verkocht, in 69 landen en 43 talen (per 2018).
Naast haar werk voor volwassenen heeft Steel ook een serie kinderboeken geschreven, de Max en Martha-serie. Ook schreef ze vier 'Freddie'-boeken, over gebeurtenissen in het leven van kinderen, zoals een doktersbezoek en een nacht uit logeren. Ook heeft zij een poëziebundel gepubliceerd.
Steel is zeer geïnteresseerd in het welzijn van kinderen. Zelf heeft zij negen kinderen grootgebracht. Ze is vijf keer getrouwd geweest, met Claude-Eric Lazard, Danny Zugelder, William Toth, John Traina en Tom Perkins. Haar zoon Nicholas Traina pleegde op 19-jarige leeftijd zelfmoord. Steel schreef twee non-fictieboeken over Nicholas' leven en dood, Having a Baby en His Bright Light.
Tegenwoordig worden de Nederlandse vertalingen van Steels boeken bij Luitingh-Sijthoff uitgegeven. Deze uitgeverij vermeldt op de site de volgende feiten over de schrijfster:
- 3: de plek waarop haar boeken gemiddeld binnenkomen op de Amerikaanse bestsellerlijsten
- 5: ex-echtgenoten
- 8: huisdieren (hondjes, konijn, parkiet en hangbuikzwijn)
- 9: kinderen, waaronder 2 geadopteerde kinderen
- 55: kamers in haar huis in San Francisco
- 101: romans sinds haar debuut in 1973
- 390: aantal weken met één titel in de bestsellerlijst
- 380 miljoen: verdiend vermogen in de afgelopen decennia
- 650 miljoen: exemplaren verkocht
- 1.210.000 kilometer: alle verkochte romans op elkaar gestapeld - dat is twee keer naar de maan en terug[1]

Steel stond in 1989 tevens in het Guinness Book of Records, omdat een van haar boeken 381 achtereenvolgende weken op de New York Times-bestsellerlijst heeft gestaan.
In 2002 kreeg ze een hoge Franse onderscheiding, Chevalier des Arts et des Lettres.